# Gierzwaluwen
Gierzwaluwen (Apodidae) zijn een familie van vogels uit de orde van de gierzwaluwachtigen (Apodiformes). De vogels zijn zeer sterk aangepast aan een leven in de lucht en het vangen van vliegende insecten. Ze lijken uiterlijk erg op gewone zwaluwen. Gewone zwaluwen zijn echter vogelsoorten uit een totaal andere orde. Gierzwaluwen behoren tot de orde gierzwaluwachtigen (Apodiformes), terwijl gewone zwaluwen zangvogels (Passeriformes) zijn. De sterke overeenkomst in vliegbeeld en leefwijze is een voorbeeld van convergente evolutie.
De wetenschappelijke naam Apoda komt van het Oudgriekse ἄπους (ápous), wat betekent "zonder poten". Gierzwaluwen hebben pootjes die tijdens het vliegen niet zichtbaar zijn. Ook in de heraldiek worden gierzwaluwen vaak zonder poten afgebeeld. Soms zijn de voeten met scherpe klauwtjes zichtbaar. Hiermee kunnen zij zich vastklampen aan een verticaal object. Bijvoorbeeld een rotswand, muur, dakpan, nestkast of neststeen. 
Vrijwillig zullen ze nooit op een horizontaal vlak landen.

## Taxonomie
De familie bestaat uit 19 geslachten met in totaal 113 soorten:
- Geslacht Aerodramus (28 soorten salanganen)
- Geslacht Aeronautes (3 soorten gierzwaluwen)
- Geslacht Apus (20 soorten gierzwaluwen)
- Geslacht Chaetura (11 soorten gierzwaluwen)
- Geslacht Collocalia (11 soorten dwergsalanganen)
- Geslacht Cypseloides (8 soorten gierzwaluwen)
- Geslacht Cypsiurus (3 soorten palmgierzwaluwen)
- Geslacht Hirundapus (4 soorten stekelstaartgierzwaluwen)
- Geslacht Hydrochous (1 soort: reuzensalangaan)
- Geslacht Mearnsia (2 soorten: Nieuw-Guinese gierzwaluw en Filipijnse gierzwaluw)
- Geslacht Neafrapus (2 soorten: Böhms gierzwaluw en Cassins gierzwaluw)
- Geslacht Panyptila (2 soorten: cayennegierzwaluw en San-Geronimogierzwaluw)
- Geslacht Rhaphidura (2 soorten: zilverstuitgierzwaluw en moerasgierzwaluw)
- Geslacht Schoutedenapus (1 soort: shoagierzwaluw)
- Geslacht Streptoprocne (5 soorten gierzwaluwen)
- Geslacht Tachornis (3 soorten: dwerggierzwaluw en 2 soorten palmgierzwaluwen)
- Geslacht Tachymarptis (2 soorten: geschubde berggierzwaluw en alpengierzwaluw)
- Geslacht Telacanthura (2 soorten: iturigierzwaluw en baobabgierzwaluw)
- Geslacht Zoonavena (3 soorten gierzwaluwen)

Boomgierzwaluwen · Dwergnachtzwaluwen · Gierzwaluwen · Kolibries